# Gorana
Gorana je žensko osebno ime.

## Izvor imena
Ime Gorana je ženska oblika imena Goran.

## Pogostost imena
Po podatkih Statističnega urada Republike Slovenije je bilo na dan 31. decembra 2007 v Sloveniji število ženskih oseb z imenom Gorana: 47.

## Osebni praznik
V koledarju je ime Gorana skupaj z imenom Goran; god praznuje 23. ali pa 24. februarja.